# Casel (Drebkau)
Casel, niedersorbisch Kózle, ist ein Ortsteil der Stadt Drebkau im Landkreis Spree-Neiße in Brandenburg. Bis zu seiner Eingemeindung am 31. Dezember 2001 war der Ort eine eigenständige Gemeinde, die vom Amt Drebkau (Niederlausitz) verwaltet wurde. Casel zählt zum amtlichen Siedlungsgebiet der Sorben/Wenden.

## Lage
Casel liegt in der Niederlausitz, etwa zwölf Kilometer südöstlich der Stadt Calau und 16 Kilometer Luftlinie südwestlich von Cottbus. Umliegende Ortschaften sind der Vetschauer Gemeindeteil Wüstenhain im Norden, der zur Gemeinde Kolkwitz gehörende Ortsteil Brodtkowitz im Nordosten, Illmersdorf und Siewisch im Osten, Golschow und Radensdorf im Südosten, Greifenhain und Göritz im Süden, der Altdöberner Ortsteil Reddern im Südwesten sowie die wiederum zu Vetschau gehörenden Ortsteile Ogrosen im Westen und Laasow im Nordwesten.
Durch Casel führt die Landesstraße 52 nach Calau und Drebkau. Der Ort ist Teil des Lausitzer Seenlandes und liegt unmittelbar am südöstlichen Ufer des Gräbendorfer Sees, einem durch Flutung des Braunkohletagebaus Gräbendorf entstandenen künstlichen See.

## Geschichte

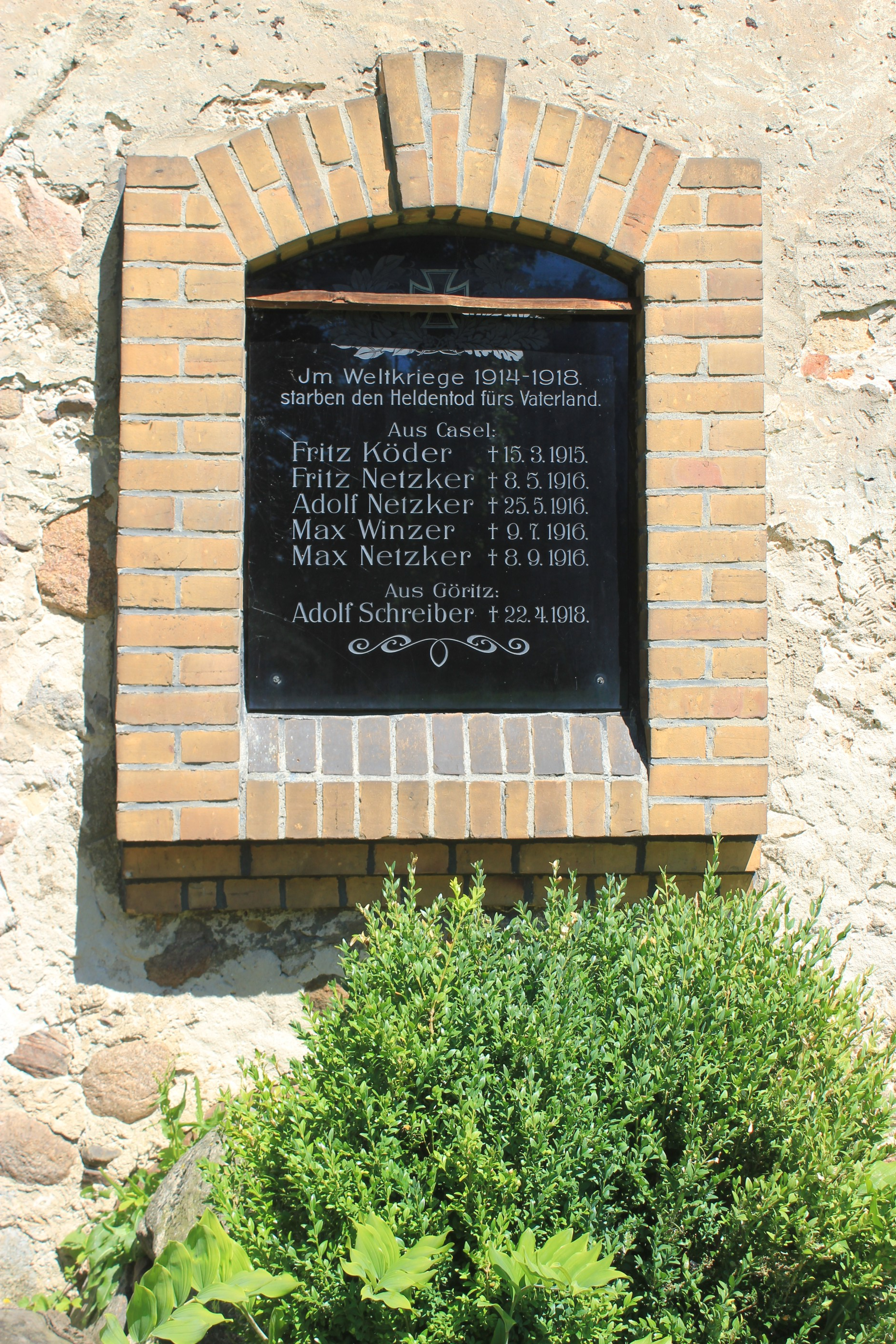
Kriegerdenkmal an der Kirchenwand

Das Dorf Casel wurde erstmals im Jahr 1447 unter dem Namen Koßle urkundlich erwähnt. Der Ortsname ist vom sorbischen kózoł abgeleitet, was Ziegenbock bedeutet.
Laut der Topographisch-statistischen Übersicht des Regierungsbezirks Frankfurt a. d. O. aus dem Jahr 1844 gab es in Casel in diesem Jahr 40 Wohngebäude, in denen 312 Einwohner lebten. Es gab eine Schäferei und eine Ziegelei im Ort. Das Rittergut Casel war im Besitz einer Friederike Louise Mesenberger aus Dresden. Der Ort war damals nach Wüstenhain eingepfarrt. Im Jahr 1867 hatte Casel 269 Einwohner in 40 Wohngebäuden, zusätzlich gab es im Ort neben der Schäferei und der Ziegelei noch eine Windmühle und eines Wassermühle (Schankmühle). Die Schankmühle hatte sieben Einwohner.
Bis zum Ende des 19. Jahrhunderts war Casel ein überwiegend sorbischsprachiges Dorf. Arnošt Muka zählte für seine Statistik über die Lausitzer Sorben eine Einwohnerzahl von 219, davon waren 210 Einwohner Sorben (96 %). Danach ging der Anteil an sorbischen Einwohnern allerdings stark zurück, in der Statistik von Ernst Tschernik aus dem Jahr 1956 taucht Casel gar nicht mehr auf.
Beim Wiener Kongress im Jahr 1815 wurden nach der Niederlage des Königreiches Sachsen Gebietsabtretungen an das Königreich Preußen beschlossen, die auch Casel betrafen. Danach lag die Gemeinde im Landkreis Calau im Regierungsbezirk Frankfurt in der Provinz Brandenburg. Am 1. Januar 1926 wurde die damalige Gemeinde Göritz b. Alt Döbern nach Casel eingemeindet. Nach dem Ende des Zweiten Weltkrieges wurde Casel Teil der Sowjetischen Besatzungszone und später der DDR. Bei der Kreisreform am 25. Juli 1952 kam die Gemeinde an den Kreis Cottbus-Land im Bezirk Cottbus. Am 1. Januar 1958 wurde das benachbarte Illmersdorf nach Casel eingemeindet. Nach der Wende wurde der Kreis Cottbus-Land in Landkreis Cottbus umbenannt. Im Zuge der Kreisreform Brandenburg 1993 kam die Gemeinde Casel an den neu gegründeten Landkreis Spree-Neiße und wurde dort vom Amt Drebkau (Niederlausitz) verwaltet. Am 31. Dezember 2001 wurde die Casel in die Stadt Drebkau eingemeindet und das Amt Drebkau (Niederlausitz) wurde aufgelöst.

## Denkmale

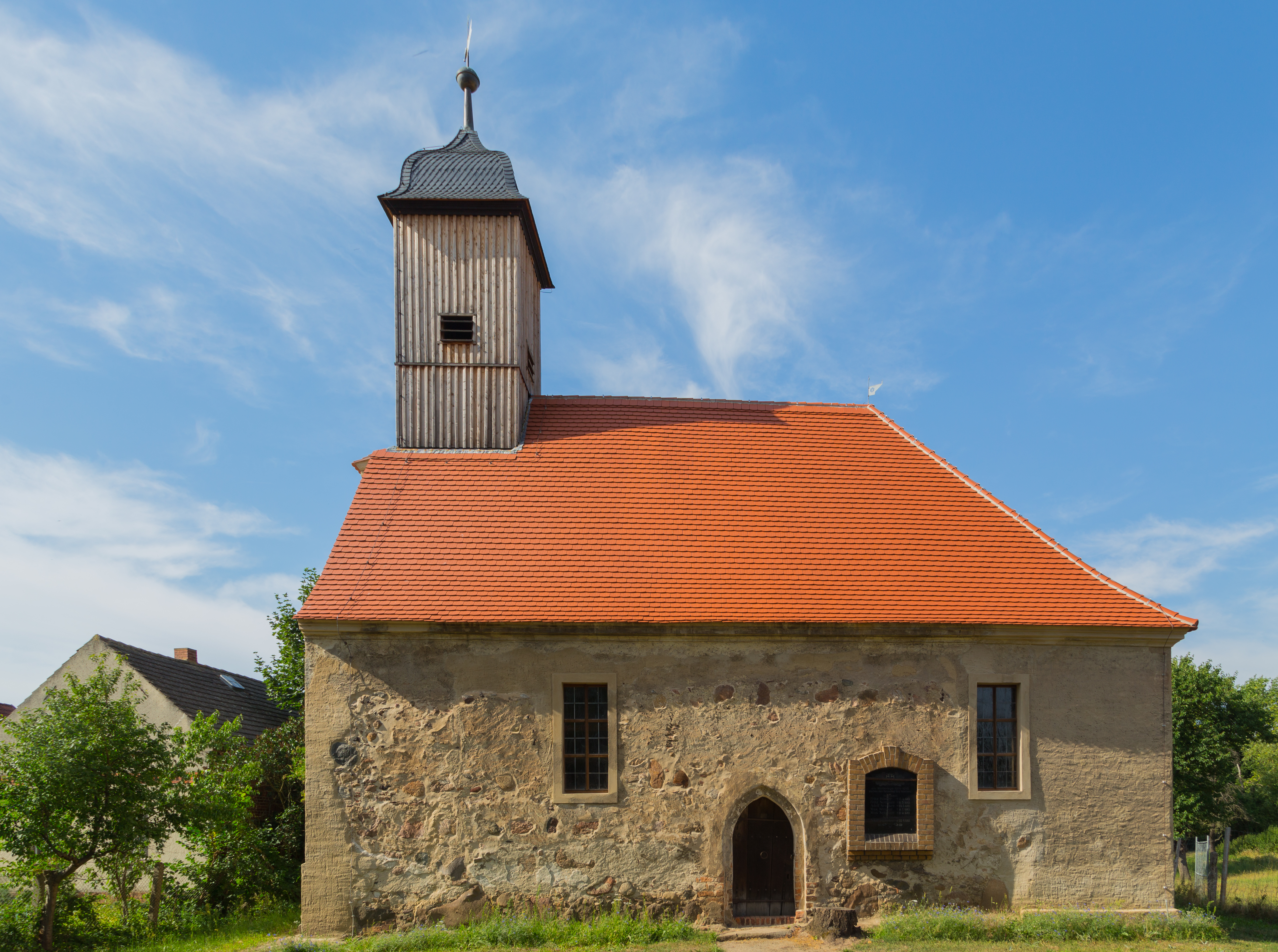
Dorfkirche Casel

In der Denkmalliste des Landes Brandenburg sind für Casel zwei Baudenkmale ausgewiesen:
- Die evangelische Dorfkirche Casel wurde im frühen 15. Jahrhundert als Marienkapelle errichtet. Bei dem Gebäude handelt es sich um einen spätgotischen Rechteckbau aus Mischmauerwerk, der westliche Dachturm wurde im 18. Jahrhundert verbrettert. Aufgrund der Grundwasserabsenkungen durch die nahegelegenen Tagebaue senkte sich die östliche Giebelwand so stark ab, dass die Kirche einsturzgefährdet war. In den Jahren 1998 und 2016 wurde die Kirche saniert.[7] Im Inneren verfügt die Kirche über einen Kanzelaltar und eine Hufeisenempore im barocken Stil.[8]
- Die Alte Dorfschule Casel in der Calauer Straße 16 wurde im Jahr 1908 errichtet. Es handelt sich um einen eingeschossigen, verputzten Ziegelbau mit Krüppelwalmdach.[9]

## Johannisreiten
Nur noch in Casel wird einmal im Jahr am Johannestag das in der Niederlausitz bis ins 19. Jahrhundert verbreitete Johannisreiten begangen.

## Bevölkerungsentwicklung
| 1875 | 271 | 1939 | 229 | 1981 | 371 |
| 1890 | 254 | 1946 | 284 | 1985 | 330 |
| 1910 | 209 | 1950 | 330 | 1989 | 292 |
| 1925 | 270 | 1964 | 538 | 1995 | 360 |
| 1933 | 246 | 1971 | 502 | 2000 | 382 |

## Nachweise
1. ↑  Gemeinde- und Ortsteilverzeichnis des Landes Brandenburg. Landesvermessung und Geobasisinformation Brandenburg (LGB), abgerufen am 21. Oktober 2020.
2. ↑  Reinhard E. Fischer: Die Ortsnamen der Länder Brandenburg und Berlin: Alter - Herkunft - Bedeutung. be.bra Wissenschaft, 2005, S. 39.
3. ↑  Topographisch-statistische Übersicht des Regierungsbezirks Frankfurt a. d. O. 1844, S. 18 (bsb-muenchen.de).
4. ↑  Statistisches Bureau der Königlichen Regierung zu Frankfurt a. O.: Topographisch-statistisches Handbuch des Regierungs-Bezirks Frankfurt a. O. Verlag von Gustav Harnecker u. Co., Frankfurt a. d. O. 1867, Online bei Google Books, S. 22
5. ↑  Arnošt Muka: Statistika łužiskich Serbow. Wobličenje a wopisanje., Budyšin 1884–1886, Online (Memento des Originals vom 19. April 2019 im Internet Archive)  Info: Der Archivlink wurde automatisch eingesetzt und noch nicht geprüft. Bitte prüfe Original- und Archivlink gemäß Anleitung und entferne dann diesen Hinweis., S. 126
6. ↑  Casel im Geschichtlichen Ortsverzeichnis. Abgerufen am 24. Juni 2018.
7. ↑  Die Dorfkirche von Casel (Spree-Neiße). Förderkreis Alte Kirchen Berlin-Brandenburg, abgerufen am 24. Juni 2018.
8. ↑  Georg Dehio: Handbuch der Deutschen Kunstdenkmäler – Brandenburg. 2. Auflage. 2012, ISBN 978-3-422-03123-4, S. 185.
9. ↑  Eintrag zur Denkmalobjektnummer 09125953 in der Denkmaldatenbank des Landes Brandenburg, abgerufen am 24. Juni 2018.
10. ↑  Historisches Gemeindeverzeichnis des Landes Brandenburg 1875 bis 2005. (PDF; 331 kB) Landkreis Spree-Neiße. Landesbetrieb für Datenverarbeitung und Statistik Land Brandenburg, Dezember 2006, abgerufen am 24. Juni 2018.